# Bruno Rangel
Bruno Rangel (Campos dos Goytacazes, Río de Janeiro, 11 de diciembre de 1981-La Unión, Antioquia, 28 de noviembre de 2016) fue un futbolista brasileño. Se desempeñaba en la posición de delantero.

## Fallecimiento
El 28 de noviembre de 2016, Bruno, equipo técnico y compañeros de equipo del Chapecoense se dirigían desde Santa Cruz de la Sierra, Bolivia a Medellín, Colombia para disputar la final de la Copa Sudamericana 2016, cuando de pronto, la aeronave del vuelo 2933 de LaMia se estrelló en el municipio de La Unión en Colombia, a pocos minutos de su destino. Él y otros 70 pasajeros en el vuelo, fallecieron.

## Clubes
| Club            | País   | Año       |
| --------------- | ------ | --------- |
| Goytacaz        | Brasil | 2002-2004 |
| Americano       | Brasil | 2005-2006 |
| Ananindeua      | Brasil | 2007      |
| Macaé           | Brasil | 2007      |
| Boavista        | Brasil | 2008      |
| Baraúnas        | Brasil | 2009      |
| Águia de Marabá | Brasil | 2009      |
| Paysandu        | Brasil | 2010      |
| Guarani         | Brasil | 2011      |
| Joinville       | Brasil | 2011-2012 |
| Metropolitano   | Brasil | 2012      |
| Chapecoense     | Brasil | 2013      |
| Al-Arabi        | Catar  | 2014      |
| Chapecoense     | Brasil | 2014-2016 |

## Palmarés

### Campeonatos nacionales
| Título                 | Club        | País   | Año  |
| ---------------------- | ----------- | ------ | ---- |
| Campeonato Paraense    | Paysandu    | Brasil | 2010 |
| Serie C                | Joinville   | Brasil | 2011 |
| Campeonato Catarinense | Chapecoense | Brasil | 2016 |

### Títulos internacionales
| Título            | Equipo      | País   | Año  |
| ----------------- | ----------- | ------ | ---- |
| Copa Sudamericana | Chapecoense | Brasil | 2016 |